# Miroslav Klose
Miroslav Josef Klose, nemški nogometaš in trener poljskega rodu, * 6. junij 1978, Opole, Poljska.
Klose je od 2011 do 2016 igral za S.S. Lazio. Do 2014 je igral tudi za nemško nogometno reprezentanco.
Njegova mati, Barbara Klose, je bila poljska ženska odbojkarska reprezentantka, njegov oče, Józef Klose, pa tudi profesionalni nogometaš.